# Feels
Feels je studiové album americké hudební skupiny Animal Collective. Vydáno bylo v říjnu roku 2005 společností FatCat Records. Na rozdíl od předchozího alba Sung Tongs se na tomto opět podíleli všichni čtyři členové kapely. Dále se na albu podíleli dva hosté: islandská hudebnice Kristín Anna Valtýsdóttir a americký houslista Eyvind Kang. Internetové stránky Pitchfork Media desku zařadily na pětapadesátou příčku žebříčku dvou set nejlepších alb dekády. Autorem obalu alba, který byl inspirován Henrym Dargerem, je David Portner.

## Seznam skladeb
Autory všech sklaedb jsou členové skupiny Animal Collective.
| Pořadí | Název                 | Délka |
| ------ | --------------------- | ----- |
| 1.     | Did You See the Words | 5:15  |
| 2.     | Grass                 | 2:59  |
| 3.     | Flesh Canoe           | 3:44  |
| 4.     | The Purple Bottle     | 6:48  |
| 5.     | Bees                  | 5:38  |
| 6.     | Banshee Beat          | 8:22  |
| 7.     | Daffy Duck            | 7:34  |
| 8.     | Loch Raven            | 4:59  |
| 9.     | Turn Into Something   | 6:29  |

## Obsazení
Animal Collective
- David Portner (Avey Tare)
- Noah Lennox (Panda Bear)
- Brian Weitz (Geologist)
- Josh Dibb (Deakin)

Ostatní hudebníci
- Doctess – klavír
- Eyvind Kang – housle